# Anzac Bay
Anzac Bay ist eine flache Bucht in der neuseeländischen Region Auckland, die größtenteils durch den dortig herrschenden Tidenhub trockenfällt. Sie liegt auf der im Hauraki Gulf gelegenen Insel Waiheke Island. Westlich von Anzac Bay liegt die Mündung des Okahuti Creek und die Siedlung Ostend. In die Bucht mündet der Tawaipareira Creek und am südlichen Ende der Anzac Bay schließt sich die Okoka Bay an.

## Name
Anzac Bay wurde nach dem Australian and New Zealand Army Corps, einem Armeekorps der Streitkräfte des Britischen Weltreiches im Ersten Weltkrieg, das hauptsächlich aus Australiern und Neuseeländern bestand, benannt. Die Anzac Bay ist einer von 16 Orten in Neuseeland, deren Name an das Armeekorps im Ersten Weltkrieg erinnert.